# 신흥사 (속초시)
신흥사(新興寺)는 대한민국 강원특별자치도 속초시 설악동에 있는 사찰로, 대한불교 조계종 제3교구 본사이다. 강원특별자치도 문화재자료 제7호로 지정되었다.
신흥사는 652년(진덕여왕 6년)에 자장율사가 창건한 향성사에서 그 연원을 찾을 수 있다. 향성사란 ‘중향성불토국’이란 뜻으로 지금의 자리에서 동방 약 1 km 지점에 세웠으나 49년 후인 701년(효소왕 10년)에 화재로 불타 없어졌다. 그 뒤 의상조사가 지금의 신흥사 북방 1.5 km 지점인 현 내원암 자리에 선정사를 다시 세워 불법을 전하다가 인조 20년(1642)에 화재로 없어졌다. 인조 22년(1644)에 고승 영서, 연옥, 혜원 세 스님이 현 위치에 중건하고 신흥사라 이름붙여 현재에 이르고 있다. 원래 신흥사는 1912년부터 건봉사의 말사(末寺)였으나, 건봉사가 민통선 이북지역으로써 출입이 자유롭지 못하자 1971년 신흥사가 대한불교조계종 제3교구 본사로 승격되었다. 보제루(유형문화재 제104호), 극락보전(보물 1981호), 1799년부터 1827년 사이의 역대 신흥사 고승들의 사리탑이 모여 있는 부도군(문화재자료 제115호) 등이 있다.

## 역사
신흥사는 652년(진덕여왕 6년)에 자장율사가 창건한 향성사에서 그 연원을 찾을 수 있다. 향성사란 명칭은 “중향성불토국”이란 뜻으로 지금의 자리에서 동방 약 1km 지점에 세웠으나 701년(효소왕 10년)에 화재로 소실되었다. 그 후 의상조사가 지금의 신흥사 북방 1.5km 지점인 현 내원암 자리에 선정사를 중건하여 불법을 전하다가 인조 20년(1642)에 화재로 소실되었다.
인조 22년(1644)에 고승 영서, 연옥, 혜원 세 스님이 현 위치에 중건하고 신흥사라 명명하여 현재에 이르고 있다. 원래 신흥사는 1912년부터 건봉사의 말사였으나, 건봉사가 38선 이북지역으로써 당시 조선민주주의인민공화국 영역이라 출입이 자유롭지 못했지만 국군이 수복한 이후 1971년 신흥사가 대한불교조계종 제3교구 본사로 승격되었다. 1995년 사명(寺名)을 신흥사(神興寺)에서 신흥사(新興寺)로 변경하였다.

## 문화재
- 속초 신흥사 목조아미타여래삼존좌상 - 보물 제1721호
- 속초 신흥사 목조지장보살삼존상 - 보물 제1749호
- 속초 신흥사 극락보전 - 보물 제1981호
- 속초 신흥사 경판 - 강원특별자치도 유형문화재 제15호
- 속초 신흥사 보제루 - 강원특별자치도 유형문화재 제104호
- 속초 신흥사 금고 - 강원특별자치도 유형문화재 제163호
- 속초 신흥사 동종 - 강원특별자치도 유형문화재 제164호
- 속초 신흥사 안양암 아미타회상도 - 강원특별자치도 유형문화재 제165호
- 속초 신흥사 명부전 - 강원특별자치도 유형문화재 제166호
- 속초 신흥사 부도군 - 강원특별자치도 문화재자료 제115호
- 속초 신흥사 칠성도 - 강원특별자치도 문화재자료 제151호

## 사진

2013년 불교중앙박물관에 전시 중인 신흥사 동종. 한국 전쟁 때 총탄에 맞아 뚫린 구멍이 남아 있다.
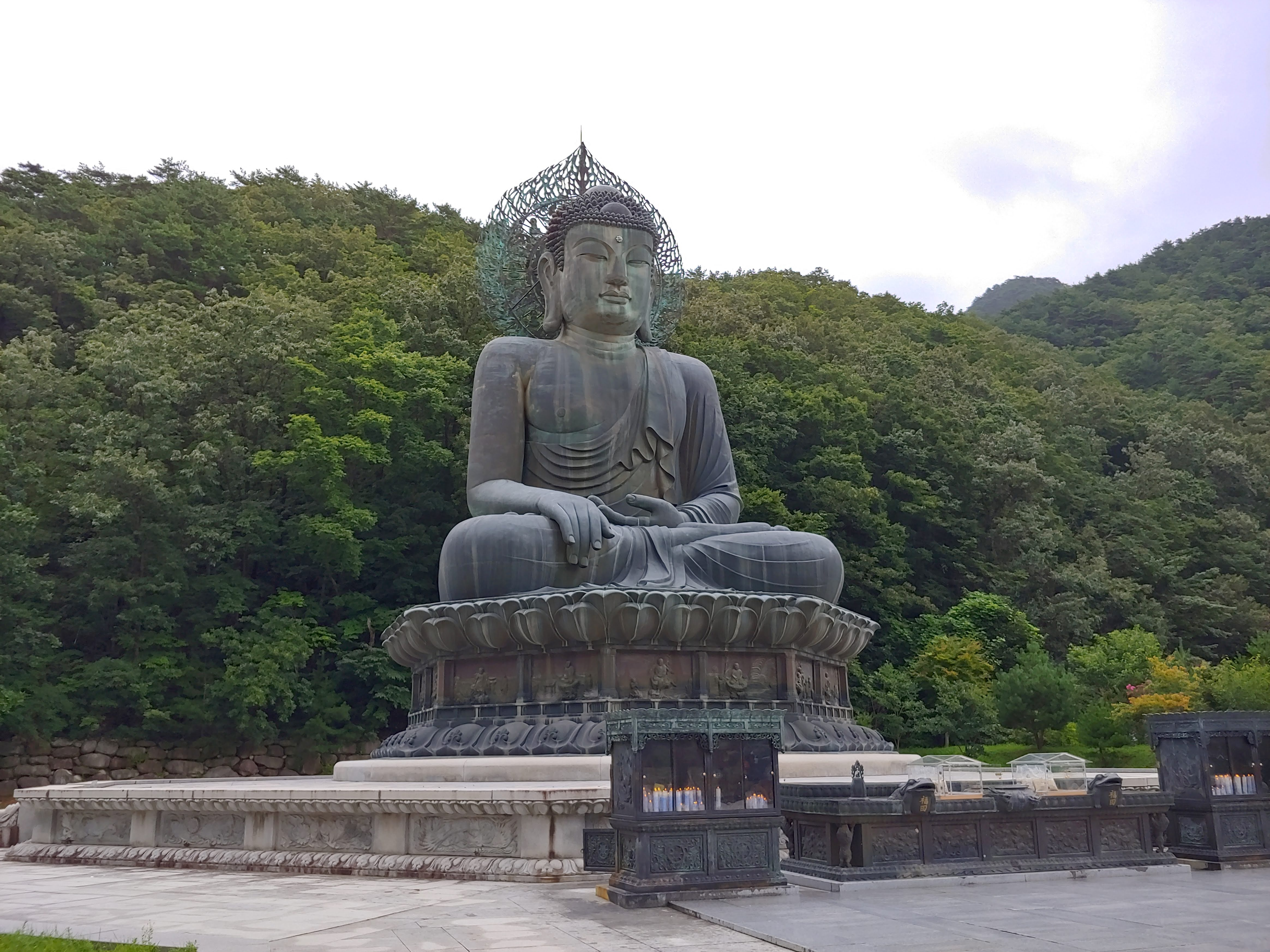
통일대불.

## 같이 보기
- 한국의 불교
- 대한민국의 종교

## 참고 자료
- 신흥사 - 국가유산청 국가유산포털